# Tilantongo
Tilantongo é um sítio arqueológico mixteca pré-colombiano situado em Santiago Tilantongo, estado de Oaxaca, no México. Foi o principal centro político da Mixteca Alta durante o período pós-clássico mesoamericano. A ocupação da área em redor do sítio mostra indícios de ocupação desde o período pré-clássico, como ficou demonstrado pelas escavações de Alfonso Caso em Monte Negro. 

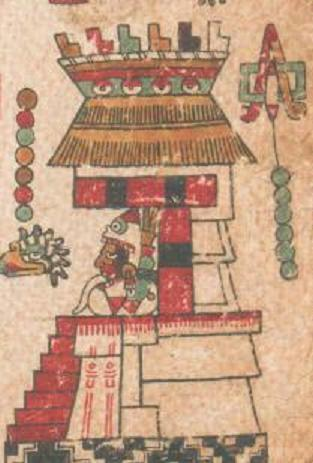
Tilantongo-Templo do Céu. Na faixa inferior a branco e preto na imagem lê-se Ñuutnoo, e o templo por cima dela é o Huahi Andehui (Templo do Céu), como indicam os olhos estelares no tecto do mesmo. No seu interior encontra-se a imagem sagrada de 9 Vento Serpente Emplumada.

Tilantongo parece ser a tradução para o náuatle do topónimo original em mixteco. Significa Lugar Negro (tlillan=negro). Em mixteco, este sítio era conhecido como Ñuutnoo-Huahi Andehui que significa Lugar Negro-Templo do Céu.

## História
Os primeiros indícios de ocupação humana na região de Tilantongo remontam ao período pré-clássico tardio (séculos VII a.C. a II d.C.) e correspondem ao sítio conhecido como Monte Negro que foi explorado por Alfonso caso na década de 1930. Na década de 1960 a equipa de Caso descobriu um conjunto de edificações em ruínas no município de Santiago Tilantongo. De acordo com os achados encontrados, Caso determinou que Tilantongo foi um povoamento tardio da Mixteca, contemporâneo com as fases IV e V de Monte Albán.
O apogeu de Tilantongo é conhecido através dos códices mixtecas pré-colombianos - são conhecidos os códices Nuttall, Vindobonensis, e Códice Colombino-Becker (origem do Colombino-Selden e do Becker I). Entre o século XI e o século XII é associado à biografia de Oito Veado, nascido em 1063 do segundo matrimónio do sacerdote do Templo do Céu que se situava em Tilantongo. Em 1072, o Senhor Dois Chuva (com um ano de idade) foi reconhecido como governante de Tilantongo. Após a sua morte em 1096, tem início uma série de disputas pelo poder em Tilantongo, uma vez que Dois Chuva não deixou sucessores. Na disputa participaram Oito Veado - que governava Tututepec - e seus familiares, tendo vencido o primeiro. Desde Tilantongo, Oito Veado deu início a uma série de conquistas militares na Mixteca Alta. Venceu os seus principais oponentes, os governantes do Lugar do Vulto de Xipe - o seu meio-irmão, a sua esposa Seis Macaco e seus três filhos, a quem mandou sacrificar. Ao morrer Oito Veado, Tilantongo ficou sob o controlo do seu filho mais velho, Seis Casa.